# Albissola Marina
Albissola Marina (im Ligurischen: A Moenn-a d'Arbisseua) ist eine italienische Gemeinde mit 5153 Einwohnern (Stand 31. Dezember 2023) in der Region Ligurien. Politisch gehört sie zu der Provinz Savona.
Der Unterschied des Namens zum benachbarten Albisola Superiore – welches mit einem „s“ geschrieben wird – geht zurück auf einen Schreibfehler durch die Consulta Araldica del Regno d’Italia (Heraldik des Königreichs Italien) für die Gewährung des neuen Wappens für Albissola im Jahr 1915.

## Geographie
Albissola Marina liegt an der Riviera di Ponente und grenzt an die Provinzhauptstadt Savona sowie an die Gemeinde Albisola Superiore. Von letzterer wird sie durch die Mündung des Baches Sansobbia getrennt.
2007 wurde der Gemeinde, für die ausgezeichnete Qualität ihrer Strände, die Blaue Flagge verliehen, sowie auch die Bandiera Verde. Albissola Marina erhielt ebenfalls den Preis Una Citta per il Verde. Dieser zeichnet Städte aus, die besondere Anstrengungen unternommen haben, die Grünflächen innerhalb der Stadtgrenzen zu erweitern.
Die Gemeinde gehört zu der Comunità Montana del Giovo und ist Mitglied der AICC (Italienische Vereinigung der Keramikstädte). Außerdem gehört Albissola Marina zur Riviera del Beigua.